# Monohelea mimas
Monohelea mimas är en tvåvingeart som beskrevs av Meillon 1939. Monohelea mimas ingår i släktet Monohelea och familjen svidknott. Inga underarter finns listade i Catalogue of Life.